# Das Vokabular der Psychoanalyse
Das Vokabular der Psychoanalyse ist der Titel eines Fachwörterbuches, das sich für die Psychoanalyse zu einem Standardwerk entwickelte. Das Nachschlagewerk wurde von den Psychoanalytikern Jean Laplanche und Jean-Bertrand Pontalis verfasst und erschien 1967 in französischer Erstausgabe unter dem Titel Vocabulaire de la psychanalyse. Die deutsche Erstauflage erschien 1973, die 16. und jüngste Auflage wurde 2002 herausgegeben. Bis heute trägt das zweibändige Werk unverändert seinen Titel aus der Erstausgabe, wird aber zumeist mit dem Kürzel der beiden Autorennamen als Laplanche & Pontalis bezeichnet.

## Entstehungsgeschichte
Zur Erstellung dieser Begriffssammlung arbeiteten die Autoren die psychoanalytische Literatur durch und verschlagworteten nicht nur die von Freud und seinen Schülern verwendeten Begriffe, sondern auch Ausdrücke, die von Vertretern anderer psychoanalytischer Schulen entwickelt wurden und sich etabliert haben. In ihrem fachwissenschaftlichen Lexikon trugen Laplanche und Pontalis Informationen zur Entstehungsgeschichte der Begriffe zusammen, beschrieben, welche Wandlungen sie durchliefen und welchen Status sie in verschiedenen Zeiten erhielten. Die Struktur des Werkes gibt nach Auskunft des Verlages drei Gliederungspunkte zu erkennen: Geschichte, Struktur und Problematik. Es erscheint in seiner deutschsprachigen Ausgabe von Anbeginn im Suhrkamp Verlag als siebter Band in der Reihe Suhrkamp-Taschenbuch Wissenschaft, in die seit 1973 über 1300 Titel aufgenommen wurden.

## Einleitung
Die Autoren geben ihrem Werk, mit dem sie über viele Jahre beschäftigt waren, eine ausführliche Einleitung von Daniel Lagache – Hochschullehrer an der Sorbonne – bei, die mit einer Bemerkung zur Fachsprache beginnt:

„Die Abneigung gegen die Psychoanalyse kommt zuweilen in sarkastischen Bemerkungen über ihre Sprache zum Ausdruck. Gewiß liegt die irreführende und unpassende Verwendung technischer Worte, die nur die Verwirrung des Denkens verschleiern, nicht im Sinne der Psychoanalytiker. Aber wie jedes Fachgebiet und jede Wissenschaft bedarf auch die Psychoanalyse ihrer eigenen Worte. Methode zur Untersuchung und Behandlung, Theorie der normalen und pathologischen Abläufe des psychischen Apparats – wie sollte das Neue an ihren Entdeckungen und Konzeptionen formuliert werden ohne Zuhilfenahme neuer Termini?“

## Vokabular

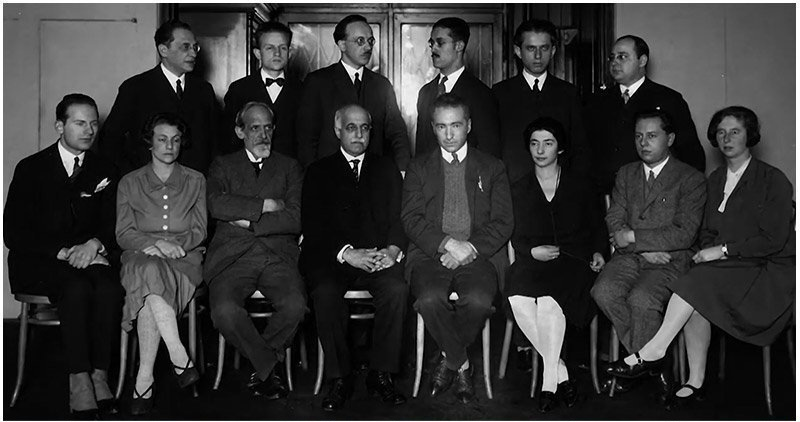
Edward Bibring im Wiener Psychoanalytischen Ambulatorium 1922 (stehend, 3. von links).
Foto: Ludwig Gutmann

Das Vokabular ist alphabetisch sortiert. Der erste Band der Erstauflage in deutscher Sprache beginnt auf Seite 17 mit dem von Edward Bibring 1943 eingeführten Begriff der Abarbeitungsmechanismen und endet mit dem 1920 von Barbara Low vorgeschlagenen und von Freud wieder aufgegriffenen Ausdruck Nirwanaprinzip. Der zweite Band mit fortlaufenden Seitenzahlen beginnt auf Seite 335 mit dem Begriff Objekt, der „in der Psychoanalyse unter drei Hauptaspekten betrachtet“ werde. Er endet auf den Seiten 645/646 mit der „Neurosenkategorie“ der Zwangsneurose. Die jeweils verwendete Literatur wird jedem einzelnen Begriff in Fußnoten zugeordnet. Der zweite Band schließt auf den Seiten 647–652 mit einem Stichwortregister für beide Bände.

## Rezeption
Sabine Richebächer erwähnte das Wörterbuch der beiden französischen Psychoanalytiker im Mai 2006 in der Neuen Zürcher Zeitung. Es sei „bis heute der Klassiker für die Freudsche Terminologie“. Und es sei „vielleicht kein Zufall, dass gerade die französische Psychoanalyse wichtige lexikalische Werke hervorgebracht“ habe, weil die Psychoanalyse „im Unterschied zu anderen Ländern […] in Frankreich fester Bestandteil von Gesellschaft und Kultur“ sei und „eine ungebrochene, postfreudianische Tradition“ habe.

## Ausgaben
- Jean Laplanche, Jean-Bertrand Pontalis: Das Vokabular der Psychoanalyse (= Suhrkamp-Taschenbuch Wissenschaft. Band 7). 1. Auflage. Suhrkamp, Frankfurt, M. 1973, ISBN 3-518-27607-7 (französisch: Vocabulaire de la psychanalyse. Paris 1967. Übersetzt von Emma Moersch).
- Jean Laplanche, Jean-Bertrand Pontalis: Das Vokabular der Psychoanalyse (= Suhrkamp-Taschenbuch Wissenschaft. Band 7). 16. Auflage. Suhrkamp, Frankfurt, M. 2002, ISBN 978-3-518-27607-5 (französisch: Vocabulaire de la psychanalyse. Paris 1967. Übersetzt von Emma Moersch).